# Raionul Ivankiv, Kiev
Ivankiv (în ucraineană Іванківський район, transliterat: Ivankivskîi raion) este un raion în regiunea Kiev, Ucraina. Reședința sa este așezarea de tip urban Ivankiv.

## Demografie
Componența lingvistică a raionului Ivankiv
     Ucraineană (96,47%)
     Rusă (3,12%)
     Alte limbi (0,27%)
Conform recensământului din 2001, majoritatea populației raionului Ivankiv era vorbitoare de ucraineană (96,47%), existând în minoritate și vorbitori de rusă (3,12%).